# Centaurea takredensis
Centaurea takredensis là một loài thực vật có hoa trong họ Cúc. Loài này được Coss. ex Maire mô tả khoa học đầu tiên năm 1932.